# St. Peter und Paul (Krölpa)

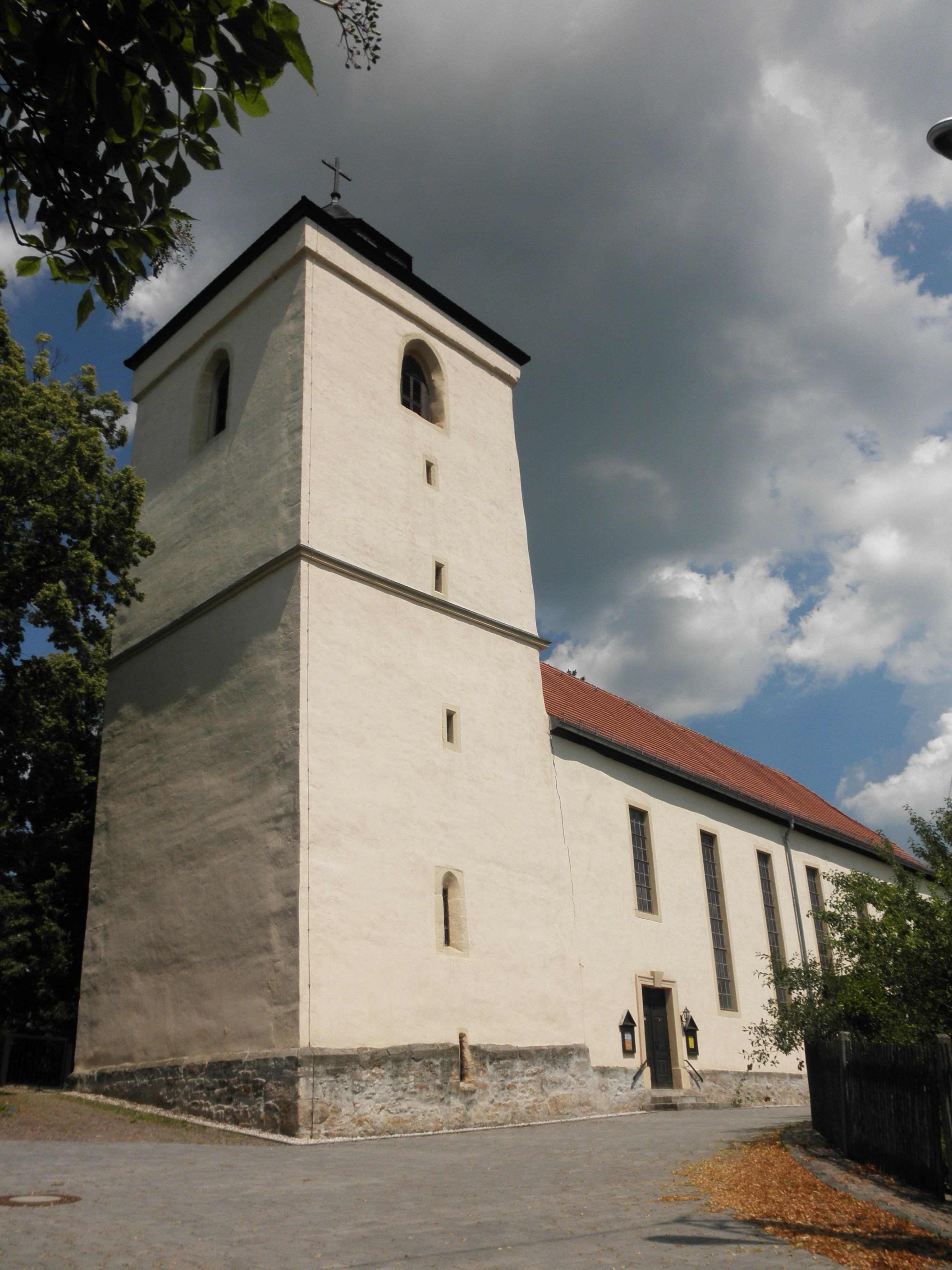
Dorfkirche St. Peter und Paul

Die evangelisch-lutherische Pfarrkirche St. Peter und Paul steht in Krölpa, eine Gemeinde im thüringischen Saale-Orla-Kreis. Die Kirchengemeinde Krölpa gehört zum Kirchengemeindeverband Krölpa-Öpitz im Kirchenkreis Schleiz der Evangelischen Kirche in Mitteldeutschland.

## Beschreibung
1048 wurde die Pfarrkirche von Richeza gegründet. Sie wurde 1074 als Mutterkirche unter dem Kirchenpatronat der Benediktinerabtei Saalfeld erstmals urkundlich genannt. Von ihr aus wurde einst ein großer Pfarrsprengel betreut, der erst 1533 aufgelöst wurde. Die Gemeinden wurden auf umliegende Pfarreien aufgeteilt. Die ursprünglich sehr reich ausgestattete Vorgängerkirche brannte 1794 infolge eines Blitzschlags ab und wurde 1796 neu aufgebaut. Erhalten blieb der alte Kirchturm im Westen aus dem 14. Jahrhundert, der heute noch die gotischen spitzbogigen Fenster besitzt. Der Kirchturm wurde im April 1945 von US-Artillerie getroffen und teilzerstört. 1980 wurde der Abriss des schiefstehenden Turms erwogen. Er wurde dann durch Ausbau der Glocken entlastet. Diese wurden an einem Stahlgerüst im Pfarrgarten aufgehängt. 1995 musste der Turm wegen Einsturzgefahr gesperrt werden. Die Deckenbalken des Kirchenschiffs waren von Schwamm befallen. 1996 erfolgte die Restaurierung der Kirche unter starkem Einsatz der Bevölkerung.
Das Langhaus der Saalkirche ist mit einem Krüppelwalmdach bedeckt. Auf dem Turm sitzt der Stumpf eines schiefergedeckten Pyramidendaches, darauf steht ein achtseitiger Aufsatz, der ein Zeltdach trägt. Er wurde durch den Ausbau der drei Gussstahlglocken entlastet. Sie hängen jetzt ebenerdig in einem Glockenstuhl im Pfarrgarten. Sie stammen aus der Zeit nach dem Zweiten Weltkrieg. Im Innern des Turms gibt es zwei Geschosse mit Kreuzgewölben, das Gebäude war also eine Wehrkirche. Der Innenraum des Kirchenschiffs ist ein großer Rechtecksaal, der von einer durchgehenden Decke überspannt wird, deren umlaufende Voute aus Leisten mit Stuck bestehen. Unter ihr umziehen zweigeschossige Emporen den Raum, lassen aber den Kanzelaltar im Osten frei. Er wird von einer aus Wolken aufsteigenden Sonne bekrönt und hat Reliefs als Ornamente. Die Brüstungen der Emporen zeigen ornamentale Schablonenmalerei. Rechts neben den Aufgang zur Kanzel steht der alte Pfarrstuhl. Auf der Empore befinden sich im Bereich der ehemaligen Patronatsloge noch zwei Öfen, von denen der eine, aus Eisen gefertigte, das Datum 1730 zeigt, der andere aus Keramik bestehend ist undatiert.
Im Westen steht auf der unteren Empore die Orgel. Sie ist eine der ältesten Crapp-Orgeln in Thüringen. Ihre zehn Register sind auf ein Manual und ein Pedal, verteilt und wurde 1634 von Johannes Christoph Crapp gebaut, 1801 von Caspar Schippel umgebaut und 1999 von Hoffmann und Schindler restauriert. Der Prospekt, nach westthüringisch-hessischer Art gestaltet, zeigt einen Zimbelstern und zwei Trompetenengel.